# Erwin Koen
Erwin Koen (Den Helder, 7 september 1978) is een Nederlands voormalig betaald voetballer die als aanvaller speelde.
Koen speelde onder meer voor FC Groningen, FC Gütersloh, SC Göttingen, Rot-Weiss Essen, Alemannia Aachen, SC Paderborn , Wehen Wiesbaden en Telstar.
Vanaf seizoen 2014/15 was hij trainer bij VV Eldenia.
Vanaf seizoen 2020/21 is Koen trainer van VV Trekvogels.

## Overzicht
| Seizoen   | Club               | Wedstrijden | Doelpunten | Competitie           |
| --------- | ------------------ | ----------- | ---------- | -------------------- |
| 1996-1999 | FC Groningen       | 36          | 2          | Eredivisie           |
| 1999-2000 | FC Gütersloh       | 21          | 2          | Regionalliga         |
|           | SC Göttingen       | 12          | 4          | Regionalliga         |
| 2000-2005 | Rot-Weiss Essen    | 143         | 36         | 2e Bundesliga        |
| 2005-2006 | Alemannia Aachen   | 18          | 1          | 2e Bundesliga        |
| 2006      | Alemannia Aachen   | 2           | 0          | Bundesliga           |
| 2006-2008 | SC Paderborn       | 48          | 10         | 2e Bundesliga        |
| 2008-2009 | SV Wehen Wiesbaden | 8           | 2          | 2e Bundesliga        |
| 2009-2010 | Telstar            | 28          | 4          | Eerste divisie       |
| 2010-2011 | De Treffers        | 26          | 9          | Zondag Topklasse     |
| 2011-2012 | JVC Cuijk          | 27          | 4          | Zondag Topklasse     |
| 2012-2014 | Leones             | 48          | 28         | Zondag Tweede Klasse |
| Totaal:   |                    | 417         | 102        |                      |